# Ombre Jaune
 (août 2025).
Si vous disposez d'ouvrages ou d'articles de référence ou si vous connaissez des sites web de qualité traitant du thème abordé ici, merci de compléter l'article en donnant les références utiles à sa vérifiabilité et en les liant à la section « Notes et références ».
Cet article concerne le personnage de fiction. Pour le roman, voir L'Ombre Jaune.
L’Ombre Jaune est un personnage de fiction de la série Bob Morane du romancier belge Henri Vernes.

## Rôle dans la série et comportement du personnage
Il apparaît pour la première fois en 1959 dans le 33e volume de la série intitulé La Couronne de Golconde. Ennemi juré de Bob Morane, il est de nationalité indéterminée (mongole, tibétaine ou chinoise) et se fait connaître sous l'identité de Monsieur Ming. Il se veut d'ailleurs le descendant de la dynastie Ming. Il s'est surnommé lui-même « Ombre Jaune » prétendument parce que, à son combat implacable dans l'ombre, succédera le jaune de la lumière. Le surnom du personnage pourrait également être interprété comme ayant une signification ethnique, faisant référence à la couleur de peau des Asiatiques par extension au « péril jaune », un thème populaire déjà utilisé par Henri Vernes dans Les Dents du Tigre. Il y a une  certaine filiation de l'Ombre Jaune avec le Fu Manchu de Sax Rohmer (1883-1959), le nom venant d'abord d'une dynastie chinoise Ming/Manchu, l'utilisation des dacoïts et thugs, et l'organisation secrète si-fan devenant shin-tan. Il a des dons d'hypnotiseur (cf. La Couronne de Golconde).
L'homme est particulièrement intelligent, amoral, cynique, cruel, et a décidé de mettre cette intelligence au service de ses intérêts privés, notamment dans le but d'instituer, à son avantage exclusif, un Empire asiatique.
Extrêmement riche, il est à la tête d'une organisation tentaculaire, le Shin-tan, composée de mercenaires fanatiques et terrifiants, les dacoïts (tueurs indiens surdoués du couteau) et les thugs (étrangleurs indiens de grand talent). L'Ombre Jaune a créé de nombreux clones de lui-même, destinés à lui succéder, en cas de mort violente, par le biais d'un appareil de conservation et de régénération appelé le Duplicateur. L'Ombre Jaune est donc régulièrement trucidée et cela ne résout absolument rien.
Sa nièce, Tania Orloff, souhaiterait ne pas trahir son oncle, mais est amoureuse de Bob Morane, qu'elle aide quand elle le peut.

## Description physique et psychologique
Dans La Couronne de Golconde, premier roman au cours duquel Bob Morane rencontre en Inde le méchant de fiction, ce dernier est décrit par le narrateur (chapitre IV) de la manière suivante :
« C'était un Asiatique (un Chinois ou plus probablement un Mongol !) long et maigre — il devait mesurer près de deux mètres —, vêtu d'un costume noir au col fermé de clergyman. Ses bras, anormalement longs et musclés, s'il fallait en juger par la façon dont ils remplissaient les manches du vêtement, étaient peu en rapport avec le corps filiforme, et aussi les mains énormes, osseuses, avec des doigts pareils à des dents de fourche. Mais le visage plus encore retenait l'attention. Un visage d'un jaune un peu verdâtre, faisant songer à un citron pas tout à fait mûri.

Le crâne était rasé et l'ensemble rappelait une lune qui se serait terminée en pointe par le bas, car le menton possédait l'aigu d'un soc de charrue. Entre les pommettes démesurément saillantes, le nez se révélait large, épaté. Quant à la bouche, fine mais aux lèvres parfaitement dessinées, elle s'ouvrait, quand l’homme parlait, sur des dents pointues, qui ne semblaient pas appartenir à un être humain mais à une bête carnivore. Les yeux non plus n'étaient pas humains. Sous les paupières fendues obliquement, ils faisaient songer à deux pièces d'or ou, mieux encore, à deux topazes opaques. Des yeux minéraux, sertis dans un visage de chair, des yeux qui semblaient morts, sans regards mais d'où cependant émanait une extraordinaire puissance hypnotique. Monsieur Ming — Bob ne pouvait douter de l'identité de l'homme aux yeux jaunes — parlait en un anglais parfait, trop parfait presque, et sa voix avait une étrange douceur. La douceur du miel, dira-t-on en sacrifiant au lieu commun, mais d'un miel auquel aurait été mêlé un poison subtil et sans pardon. »
M. Ming est décrit une seconde fois, plus brièvement, par un personnage, Dhunpa Raï, à qui l'auteur prête les mots suivants (chapitre IX) :
« — Ming ! fit-il d'une voix tremblante. Un Tibétain de haute taille — ou un Mongol, on ne sait exactement —, avec un visage de lune et de terribles yeux jaunes, brillant comme s'ils étaient de l'or poli et qui semblent ne pas appartenir à un être humain. Avec cela, une voix douce comme le ronronnement du tigre. (...) Ming, c'est Satan personnifié. Il en a l'intelligence prodigieuse, et aussi la science de toutes choses, acquise on ne sait de quelle façon. Cette science, non seulement théorique mais aussi pratique, est tellement vaste qu'il semble qu'une seule vie humaine ne suffirait pas à l'emmagasiner. De là ce bruit qui court selon lequel Ming aurait vécu plusieurs vies. On dit même qu'il serait le dernier empereur mongol qui, ayant trouvé le moyen de prolonger son existence, aurait survécu jusqu'à nos jours, d'où son nom de Ming, qui est celui de la célèbre dynastie qui régna sur la Chine de 1368 à 1644. »

## Apparitions
Voici une liste des romans dans lesquels apparaît l'Ombre Jaune (les numéros correspondent à ceux des romans de la série Bob Morane).

### Cycle de l'Ombre Jaune
- 33. La Couronne de Golconde
- 35. L'Ombre Jaune
- 37. La Revanche de l'Ombre Jaune
- 38. Le Châtiment de l'Ombre Jaune
- 43. Le Retour de l'Ombre Jaune
- 50. Les Sosies de l'Ombre Jaune
- 57. Les Yeux de l'Ombre Jaune
- 63. L'Héritage de l'Ombre Jaune
- 72. Les Guerriers de l'Ombre Jaune
- 75. La Cité de l'Ombre Jaune
- 76. Les Jardins de l'Ombre Jaune
- 87. Les Papillons de l'Ombre Jaune
- 122. Les Poupées de l'Ombre Jaune
- 135. Le Poison de l'Ombre Jaune
- 137. Les Jeux de l'Ombre Jaune
- 144. La Griffe de l'Ombre Jaune
- 147. Le Trésor de L'Ombre Jaune
- 157. L'Ombre Jaune s'en va-t-en guerre
- 192. La Lumière de l'Ombre Jaune
- 200. Les Secrets de l'Ombre Jaune
- 202. Les Nuits de l'Ombre Jaune
- 230. Duplication
- 231. Le Sanctuaire des Arrowukas
- 232. La Malédiction de Michel-Ange

### Cycle du Temps
- 90. La Forteresse de l'Ombre Jaune
- 91. Le Satellite de l'Ombre Jaune
- 92. Les Captifs de l'Ombre Jaune
- 93. Les Sortilèges de l'Ombre Jaune
- 99. Les Bulles de l'Ombre Jaune
- 105. Une Rose pour l'Ombre Jaune
- 115. La Prison de l'Ombre Jaune
- 126. Les Fourmis de l'Ombre Jaune
- 139. L'Ombre Jaune fait trembler la terre
- 143. La Prisonnière de l'Ombre Jaune
- 172. Les 1001 Vies de l'Ombre Jaune
- 167 ter. La Jeunesse de l'Ombre Jaune (1)
- 168 bis. La Jeunesse de l'Ombre Jaune (2)
- 169 bis. La Jeunesse de l'Ombre Jaune (3)
- 192 bis. La Résurrection de l'Ombre Jaune

### Cycle du Tigre
- 148. L'Ombre Jaune et l'Héritage du tigre

### Cycle du Temps / Cycle du Tigre
- 149. Le Soleil de l'Ombre Jaune

### Cycle Ylang-Ylang / Cycle L'Homme aux dents d'or
- 158. L'Exterminateur
- 161. Le Jade de Séoul

## Hommage
L'Ombre Jaune est le nom d'un groupe pop fondé en 1982 par Muriel Moreno et Daniel Chenevez. En 1984, il devient Niagara.